# Julius Erbstein
Julius Richard Erbstein (* 30. Juni 1838 in Dresden; † 17. Oktober 1907 in Blasewitz) war ein deutscher Numismatiker.

## Leben
Julius Erbstein war ein Sohn des Dresdner Archivars Julius Theodor Erbstein (1803–1882), der wie sein Großvater Karl Friedrich Wilhelm Erbstein (1757–1836) numismatische Forschungen betrieb. Diese Familientradition setzte auch Julius Erbstein fort, ebenso wie sein jüngerer Bruder Albert (1840–1890). Beide Brüder studierten 1858 bis 1860 Rechtswissenschaften und Geschichte an der Universität Leipzig und wurden zum Dr. jur. promoviert. Von 1861 bis 1866 arbeiteten sie am Germanischen Nationalmuseum in Nürnberg. Julius war als Erster Sekretär des Museums tätig. Anschließend bearbeiteten sie den Katalog der Münzsammlung von Karl Gustav von Schulthess-Rechberg in Zürich und lebten seit 1867 als Privatgelehrte wieder in Dresden, wo sie vor allem im Münzkabinett arbeiteten.
1873 gründete Erbstein die Numismatische Gesellschaft zu Dresden und gab die dazugehörigen Blätter für Münzfreunde heraus.

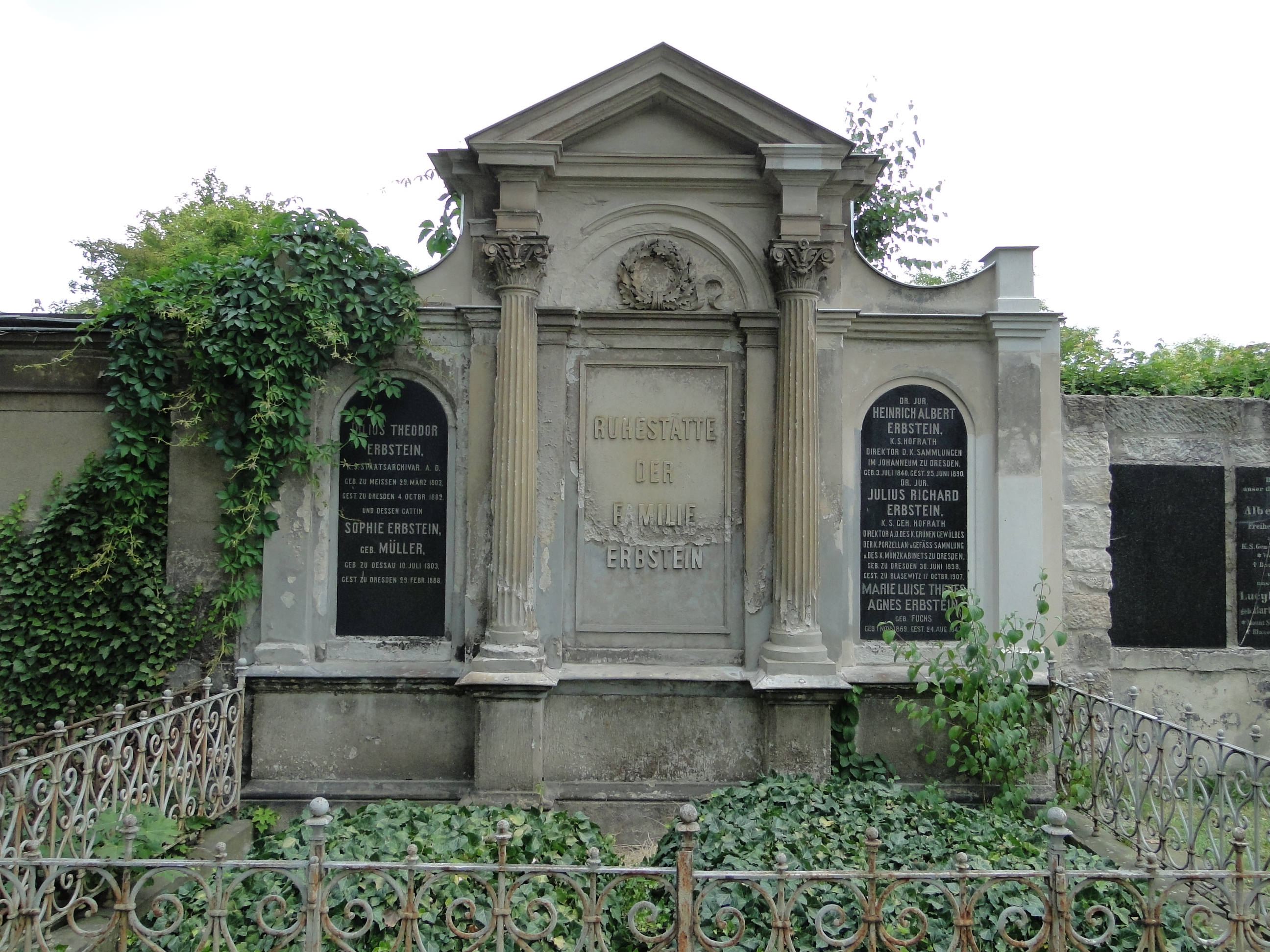
Grab von Julius Richard Erbstein auf dem Trinitatisfriedhof

1882 wurde Julius Erbstein Direktor des Grünen Gewölbes in Dresden. Nach dem Tode seines Bruders 1890 übernahm er auch die Leitung des Münzkabinetts und der Porzellansammlung. Ende September 1907 trat er in den Ruhestand.
Beigesetzt wurden er wie sein Vater und sein Bruder in der Familiengrabstätte Erbstein auf dem Dresdner Trinitatisfriedhof.
Nach seinem Tode wurde die von seinem Großvater begonnene umfangreiche Familiensammlung von Münzen und Medaillen von 1908 bis 1911 in vier Auktionen bei Adolph Hess Nachfolger in Frankfurt versteigert. 
Anlässlich seines 100. Todestages gaben der Numismatische Verein zu Dresden und die Staatlichen Kunstsammlungen Dresden zu seinen Ehren 2007 eine Gedenkmedaille heraus. Außerdem konnte mit Spenden von über 7000 Euro die Familiengrabstätte saniert werden.